# Lake Belvedere Estates
Lake Belvedere Estates es un lugar designado por el censo ubicado en el condado de Palm Beach en el estado estadounidense de Florida. En el Censo de 2010 tenía una población de 3.334 habitantes y una densidad poblacional de 2.234,83 personas por km².

## Geografía
Lake Belvedere Estates se encuentra ubicado en las coordenadas 26°41′18″N 80°8′11″O / 26.68833, -80.13639. Según la Oficina del Censo de los Estados Unidos, Lake Belvedere Estates tiene una superficie total de 1.49 km², de la cual 1.49 km² corresponden a tierra firme y (0.17%) 0 km² es agua.

## Demografía
Según el censo de 2010, había 3.334 personas residiendo en Lake Belvedere Estates. La densidad de población era de 2.234,83 hab./km². De los 3.334 habitantes, Lake Belvedere Estates estaba compuesto por el 44.87% blancos, el 38.6% eran afroamericanos, el 0.45% eran amerindios, el 4.68% eran asiáticos, el 0.03% eran isleños del Pacífico, el 6.72% eran de otras razas y el 4.65% pertenecían a dos o más razas. Del total de la población el 29.33% eran hispanos o latinos de cualquier raza.